# Helfried Jurtschitsch
Helfried Jurtschitsch (* 17. Juli 1971 in St. Pölten; nach Heirat Helfried Hochmiller) ist ein ehemaliger österreichischer Ruderer.
Jurtschitsch war 1999 Mitbegründer und langjähriger Obmann der Wasser Sportunion Wachau in Dürnstein.

## Karriere
Er erreichte bei den Weltmeisterschaften 1991 und 1992 im Leichtgewichts-Achter jeweils Platz sechs. Bei den Weltmeisterschaften 1994 und 1995 folgten neunte Plätze im Leichtgewichts-Vierer ohne Steuermann. 1998 wurde er im Leichtgewichts-Doppelzweier Siebter. Bei den Weltmeisterschaften 1998 und 1999 saß er wieder im Leichtgewichts-Vierer ohne Steuermann, der jeweils auf Platz fünf ruderte. Im Jahr 2000 gelang der Weltcupgesamtsieg, Platz sechs im Leichtgewichts-Doppelvierer bei den Weltmeisterschaften und Platz neun im Leichtgewichts-Vierer ohne Steuermann bei den Olympischen Spielen in Sydney. 

## Dopingfall
2003 wurde Jurtschitsch ebenso wie seine Teamkollegen Martin Kobau und Norbert Lambing bei einem Dopingtest positiv auf Nandrolon getestet und für sechs Monate gesperrt. Als Ursache wurde die Einnahme des verunreinigten Nahrungsergänzungsmittels „Mega Ribosyn 1100“ ermittelt. Das fragliche Mittel wurde zuvor vom österreichischen Dopinglabor Seibersdorf als unbedenklich getestet. Die zuständige FISA-Kommission stellte außerdem fest, dass Jurtschitsch, Lambing und Kobau nicht mit dem Ziel der Leistungssteigerung gehandelt hätten und befand darüber hinaus keine Nachlässigkeit in ihrem Handeln. Bei der Aussprache der 6-Monats-Sperre berief sich die Kommission jedoch auf den Grundsatz des Sportlers in der Verantwortung über dessen eigenen Körper und das existente Risiko über die Zunahme von Nahrungsergänzungsmitteln selbst unter höchsten Vorsichtsmaßnahmen.